# Alveolata
Alveolata је значајна група протиста сачињена од три морфолошки и еколошки врло различите подгрупе (раздела?), које обједињују присуство кортикалних алвеола. Ове алвеоле су спљоштене везикуле, поређане у танком континуалном слоју испод ћелијске мембране, са којом чине фликсибилну пеликулу или, код динофлагелата, оклоп.

## Филогенетске везе
Групе Apicomplexa и Dinozoa се сматрају међусобно сроднијим, услед присуства пластида и групације микротубула на једном крају ћелије.